# Хамеди
Хамеди (араб. حمادي‎, фр. Hammedi) — коммуна на севере Алжира, на территории вилайета Бумердес, округа Хемис-эль-Хешна.

## Географическое положение
Коммуна находится в северной части вилайета, на высоте 32 метра над уровнем моря.
Коммуна расположена на расстоянии приблизительно 25 километров к востоку от столицы страны Алжира и в 27 километрах к западу от административного центра вилайета Бумердеса.

## Демография
По состоянию на 2008 год население составляло 40 546 человек.
Динамика численности населения коммуны по годам:
| 1977  | 1987   | 1998   | 2008   |
| ----- | ------ | ------ | ------ |
| 6 687 | 17 080 | 27 972 | 40 546 |